# 森特格羅夫 (新澤西州)
森特格羅夫（英語：Centre Grove）是位於美國新澤西州坎伯蘭縣的普查規定居民點。

## 人口
根據2020年美國人口普查的數據，森特格羅夫的面積為18.21平方千米，當中陸地面積為18.19平方千米，而水域面積為0.02平方千米。當地共有人口1281人，而人口密度為每平方千米70.35人。